# Alypios (Musiktheoretiker)
Alypios († nach 350) war ein spätantiker griechischer Theoretiker der Musik des antiken Griechenlands.
Alypios schuf um 350 n. Chr. die heutige Hauptquelle altgriechischer Notation Eisagoge mousike (Einführung in die Musik). Das Traktat enthält die 15 altgriechischen Tonreihen (Transpositionsskalen) nach dem diatonischen, chromatischen und nach dem enharmonischen Tongeschlecht mit den einzelnen Zeichen für die Vokal- und Instrumentalnotation.